# Centraal-Malayo-Polynesische talen
De Centraal-Malayo-Polynesische talen (168 stuks) behoren tot de Centraal-Oostelijke talen (Malayo-Polynesisch) (708 stuks) 

## Classificatie
- Austronesische talen (1268)
  - Malayo-Polynesische talen (1248 stuks)
    - Centraal-oostelijke talen (708 stuks)
      - Centraal-Malayo-Polynesische talen (168 stuks)
        - Babartalen (11 stuks)
        - Bima-Soembatalen (27 stuks)
          - Kamberaas (234.000 sprekers)
          - Wadjewaas (65.000 sprekers)
          - Lambojaas (25.000 sprekers)
          - Kodisch (40.000 sprekers)
          - Savoenees (110.000 sprekers)
          - Ende-Liotalen(4 stuks)
            - Endenees (87.000 sprekers)
            - Ke'o (40.000 sprekers)
            - Lionees (130.000 sprekers)
            - Nage (50.000 sprekers)

        - Centraal-Molukse talen (55 stuks)
        - Noord-Bomberese talen (4 stuks)
        - Zuid-Bomberese taal (1 taal)
        - Zuidoost-Molukse talen (5 stuks)
        - Teor-Kurtalen (2 stuks)
          - Teor
          - Kur

        - Timorese talen (48 stuks)
        - West-Damartaal (1 taal)
        - Arutalen (14 stuks)

- - Ook binnen de talen heerst nog weer een grote verscheidenheid aan dialecten.
  - Er zijn groepen van een 5 of 10 000 mensen, die een eigen dialect spreken dat soms onverstaanbaar is voor hun naaste buren.